# Пять лет российской революции и перспективы мировой революции
Пять лет российской революции и перспективы мировой революции — доклад В. И. Ленина на IV конгрессе Коминтерна 13 ноября 1922 года. Был сделан на немецком языке, продолжался один час и явился центральным событием конгресса. Впервые опубликован в газете «Правда» 15 ноября 1922 года в № 258.

## Основные идеи
Доклад посвящён новой экономической политике. Подробно разобраны причины перехода к новой экономической политике. В экономике России 1920-х годов существовали 5 основных хозяйственных укладов: патриархальный, мелкое товарное производство, частный капитализм, государственный капитализм, социализм. Государственный капитализм времён НЭПа представлял собой шаг к социализму по сравнению с преобладавшим в России того времени мелким товарным производством. Подведены итоги первых двух лет проведения новой экономической политики: стабилизация курса рубля, успешный сбор продналога с крестьян, прекращение крестьянских восстаний:

Крестьянство довольно своим настоящим положением.
, подъём лёгкой промышленности. Поставлена задача восстановления тяжелой промышленности: 

…без неё мы вообще погибнем как самостоятельная страна.
 Указаны источники средств для восстановления тяжелой промышленности: доходы от внешнеторговой деятельности и экономия на содержании государственного аппарата. В заключение доклада поставлена важнейшая задача для партии и всех слоев населения России — учиться и учиться.

## Оценки
«Энциклопедический словарь» отмечал, что в своём докладе Ленин заявил о том, что 
рабочий класс России в союзе с трудящимся крестьянством построит социалистическое общество
.